# Khao jee pâté
Khao jee pâté (tiếng Lào: ເຂົ້າຈີ່ປາເຕ), là một loại bánh mì kẹp thịt kiểu Lào, tương tự như món bánh mì của Việt Nam. Đây là món ăn đường phố khá phổ biến trên khắp đất nước Lào. Bánh mì dài hay bánh mì Pháp được du nhập vào Lào dưới thời Pháp thuộc.
Bánh mì kẹp này được làm bằng cách dùng dao rọc ổ bánh mì và phết một lớp patê gan lợn dày vào tong nhân bánh, nhồi thịt lợn hoặc xúc xích Lào, cho thêm đu đủ thái lát, cà rốt, hẹ tây hoặc hành tây, dưa chuột, ngò và đôi khi là Jeow bong hoặc tương ớt kiểu Lào.

## Phòng trưng bày

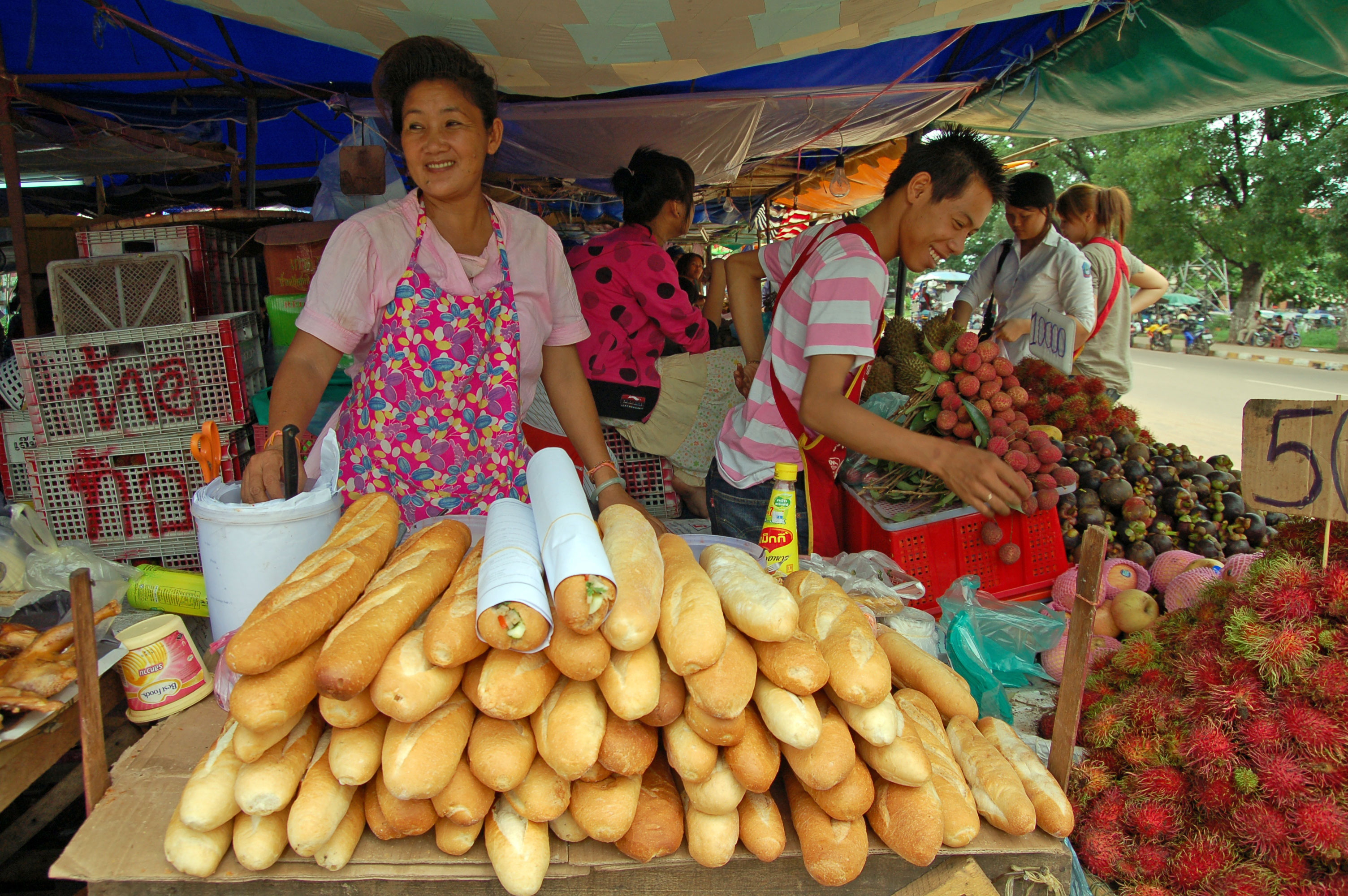
Người bán hàng rong (Lào).